# Präfektur Bassar

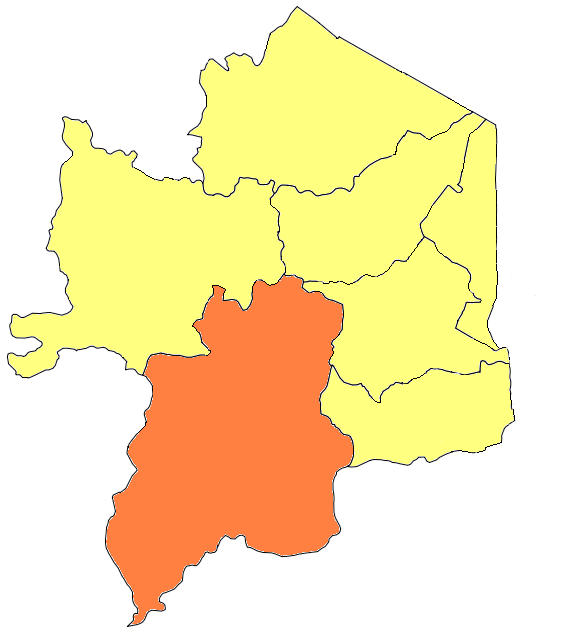
Lage der Präfektur Bassar innerhalb der Region Kara.

Die Präfektur Bassar ist eine Präfektur in Togo mit 125.065 Einwohnern (Stand: 2022). Sie liegt in der Region Kara und grenzt im Norden an die Präfektur Dankpen, im Nordosten an die Präfektur Doufelgou, im Osten an die Präfektur Kozah und die Präfektur Assoli der Region Kara, im Südosten an die Präfektur Tchaoudjo, im Süden an die Präfektur Sotouboua und an die Präfektur Mô der Region Centrale sowie im Westen an Ghana. Verwaltungssitz ist Bassar.
Die Präfektur geht auf einen Verwaltungsbezirk zurück, der bereits während der Kolonialzeit im Jahr 1914 gegründet wurde. Bassar ist in vier Kommunen mit insgesamt zehn Kantonen unterteilt:
- Bassar 1 mit den Kantonen Baghan, Bassar und Kalanga.
- Bassar 2 mit den Kantonen Bangéli, Bitchabé und Dimouri
- Bassar 3 mit den Kantonen Kabou und Manga
- Bassar 4 mit den Kantonen Sanda-Afowou und Sanda-Kagbanda.